# Atkarskij rajon
L'Atkarskij rajon (in russo Аткарский район?) è un rajon dell'Oblast' di Saratov, nella Russia europea; il suo capoluogo è Atkarsk.